# Марьям Бегум
Марьям Бегум (пушту مريم بيګم; 2 ноября 1936, Кабул, Королевство Афганистан — 25 декабря 2021, Кабул, Афганистан) — афганская принцесса. Младшая дочь последнего короля Афганистана, Захир-шаха.

## Биография
Принцесса Марьям родилась 2 ноября 1936 года. Её родителями были Мухаммед Захир-Шах (1914—2007), последний король Афганистана и его жена Хумайра Бегум (1918—2002).
Марьям училась в школе Малали, в Кабуле. После окончания обучения, она работала медсестрой в больнице.
В 1973 году, в Афганистане была свергнута монархия, а принцесса вместе с семьёй была арестована. Через 9 дней, ей и её родственникам разрешили покинуть страну. После этого Марьям поселилась в Великобритании, где проживёт следующие 29 лет. В 2002 году она вернётся в Афганистан вместе с отцом. Там она проживёт остаток своей жизни.
По словам родственников, она поддерживала право афганских женщин на образование и работу.
Марьям Бегум скончалась 25 декабря 2021 года, в Кабуле. Она была похоронена на холме Маранджан.

## Брак и дети
Марьям вышла замуж за Мухаммада Азиза Хана Наима (1935—1978), сына афганского политика Мухаммеда Наим-хана (1911—1978). Её муж будет убит во время апрельской революции, вместе с президентом Афганистана, Мухаммедом Даудом.
В браке родился единственный сын:
- Мухаммад Надир Наим (род. 1965), афганский политик. Кандидат в президенты в 2014 году.